# Filchneria furcifera
Filchneria furcifera är en bäcksländeart som beskrevs av Navás 1936. Filchneria furcifera ingår i släktet Filchneria och familjen rovbäcksländor. Inga underarter finns listade i Catalogue of Life.